# Вечірній Коростень
«Вечірній Коростень» — щотижнева газета, заснована 14 жовтня 1991 року. Виходить у щотижневому форматі, матеріали газети публікуються на її інтернет-сайті.

## Історія
Коростенська благодійна вільна газета "Вечірній Коростень" працює на мас-медійному ринку Коростенщини з 14 жовтня 1991 року. Усі ці роки виходить у світ на повному самофінансуванні і як повністю роздержавлене видання. Друкується щотижня форматом А3, щосуботи на 4-6 шпальтах. Тираж видання нині – 1500 примірників.
За час існування газета видавала і видає такі додатки: «Соколята» (дитячий випуск), «Порадниця», «Вісник Житомиргазу», «Світло істини» (УПЦ), «Древлянка» (літературна), «Молодий підприємець». Шістнадцять років поспіль (з  15 червня 1995 року) «Вечірка» видає щомісяця «Вісник», інформаційний додаток Коростенської об'єднаної державної податкової інспекції обсягом 2 сторінки формату А-3, де розповідає про нелегку роботу податківців, публікує матеріали з проблемних та актуальних питань діяльності ОДПІ, вимоги чинного податкового законодавства України.
Газета «Вечірній Коростень» брала участь у Львівському книжковому форумі 2007 року, її експозиція представлена в Парламентській бібліотеці, запрошувалася до участі в Міжнародному семінарі Східно-європейського Центру з питань роздержавлення преси в Польщі (Варшава-Дембіца).
Благодійна вільна газета «Вечірній Коростень» за період свого існування видала понад 3 мільйони примірників видання, понад 60 книг, брошур, бізнес-схем, буклетів. Серед авторів у видавничому портфелі відомі автори – Ральф О. Далл, В. Сидоренко, Б. Списаренко, Л. Закордонець, М. Козимиренко, О. Опанасюк, Г. Цепкова, Т. Микитчук, М. Демчук, В. Іванов та інші. Колектив виховав і прийняв до НСЖУ 10 професійних журналістів. Щороку з вузів країни в тижневику проходять виробничу практику 3-5 студентів. Тижневик плідно співпрацює зі школою молодого журналіста.
Тижневик плідно співпрацює з літературно-мистецькою студією «Древлянка» та Коростенською регіональною організацією НСЖУ, які очолює Віктор Васильчук,  є засновником Всеукраїнського літературно-мистецького свята «Просто на Покрову», фундатором літературної премії імені Василя Юхимовича, видала у 2008-2009 роках літературно-мистецькі альманахи  «Просто на Покрову», а також книги Віктора Васильчука «Десять років життя» (Від «Апокаліпсиса» до «Вечірки»), «П'ятнадцять років життя: від суботи до суботи», монографію Юлії Васильчук «Концепція видання газети «Вечірній Коростень»: інформаційна стратегія» (дипломна робота студентки Інституту журналістики КНУ ім. Т. Шевченка). Брала активну участь у святкуванні Шевченківських днів на Житомирщині (2010 р.).
У 2010 році вийшов 1000-й номер газети "Вечірній Коростень". У газеті вийшли інтерв'ю не лише з відомими людьми Коростеня та району, а й персонами загальноукраїнського рівня, зокрема, з першим Президентом України Леонідом Кравчуком.
Газета протягом кількох років проводила чемпіонат з доміно та "Міс літо".
Максимальний наклад, якого досягала газета - 7000 примірників. Максимальна кількість шпальт - 8 шпальт.

## Керівництво
Очолює і видає газету Віктор Васильчук (засновник видання) – письменник, заслужений журналіст України, Почесний громадянин Коростеня (нагороджений орденом "За заслуги перед Коростенем" та Золотою медаллю української журналістики), лауреат літературної премії імені Лесі Українки ЖОВ фонду культури України, лауреат Міжнародного рейтингу популярності «Золота Фортуна» (медаль «Трудова слава»).

## Редакція
Над газетою працюють члени НСЖУ: Світлана Васильчук, Юлія Васильчук (нагороджена Дипломом Щорічної Поліської Відзнаки «Срібна вежа»).

## Нагороди
- Тижневик є переможцем конкурсу ДПА У Житомирський області «Золотий кадуцей» 2005 року
- „Гордість міста Коростень" (2002) року
- „Гордість міста Коростень" (2003) року
- Грамота Програми Агентства США PADCO
- Грамота Фонду Ріната Ахметова «Розвиток України»
- Грамота НСЖУ
- Грамота НСПУ
- Грамота Житомирської обласної ради
- Грамота Житомирської обласної держадміністрації
- Лауреат Міжнародного рейтингу популярності «Золота Фортуна».
- Переможець рейтингу "Благодійна Україна"
- Учасник Лондонської конференції